# Chiesa di San Michele Arcangelo (Marcianise)
La chiesa di San Michele Arcangelo, nota anche con il titolo di duomo, è la principale parrocchiale di Marcianise, in provincia di Caserta e arcidiocesi di Capua; fa parte della forania di Marcianise-Macerata Campania.

## Storia
La primitiva chiesa marcianisana dedicata a san Michele sorse tra i secoli VII e VIII sui resti di un antico tempio pagano dedicato al dio Marte; probabilmente essa fu fondata dai Longobardi, ai quali era molto caro il culto dell'arcangelo Michele.
Tra il 1485 e il 1490 la facciata venne interessata da un totale rimodellamento, seguendo dei progetti forse elaborati da Giuliano da Maiano.
Nel 1524 l'arcivescovo di Capua Niccolò Schomberg decretò l'elevazione della chiesa al rango di collegiata.
All'inizio del Settecento la parrocchiale fu oggetto di un intervento di rifacimento, in occasione del quale si procedette anche alla realizzazione del soffitto in cassettoni.
Per sanare i danni provocati dall'evento sismico del 1930, la chiesa, sia nelle sue strutture che nelle decorazioni, venne restaurata e ripristinata.
Nel 1966 fu condotto l'adeguamento liturgico mediante l'aggiunta dell'altare rivolto verso l'assemblea; il campanile dovette poi essere consolidato in seguito al terremoto del 1980.

## Descrizione

### Esterno
La facciata a salienti della chiesa, che volge a oriente, è suddivisa da una cornice marcapiano in due registri, entrambi scanditi da lesene con capitelli ionici: quello inferiore, più largo, presenta i tre portali d'ingresso, ognuno dei quali è sormontato da un frontoncino spezzato e da una nicchia con statua, e due oculi, mentre quello superiore, affiancato da due volute, è caratterizzato da una finestra e coronato dal timpano triangolare, entro il quale si apre un ulteriore oculo.
Annesso alla parrocchiale è il campanile a base quadrata, la cui doppia cella, composta da due ordini sovrapposti, presenta in ciascuno di essi una monofora a tutto sesto per lato.

### Interno

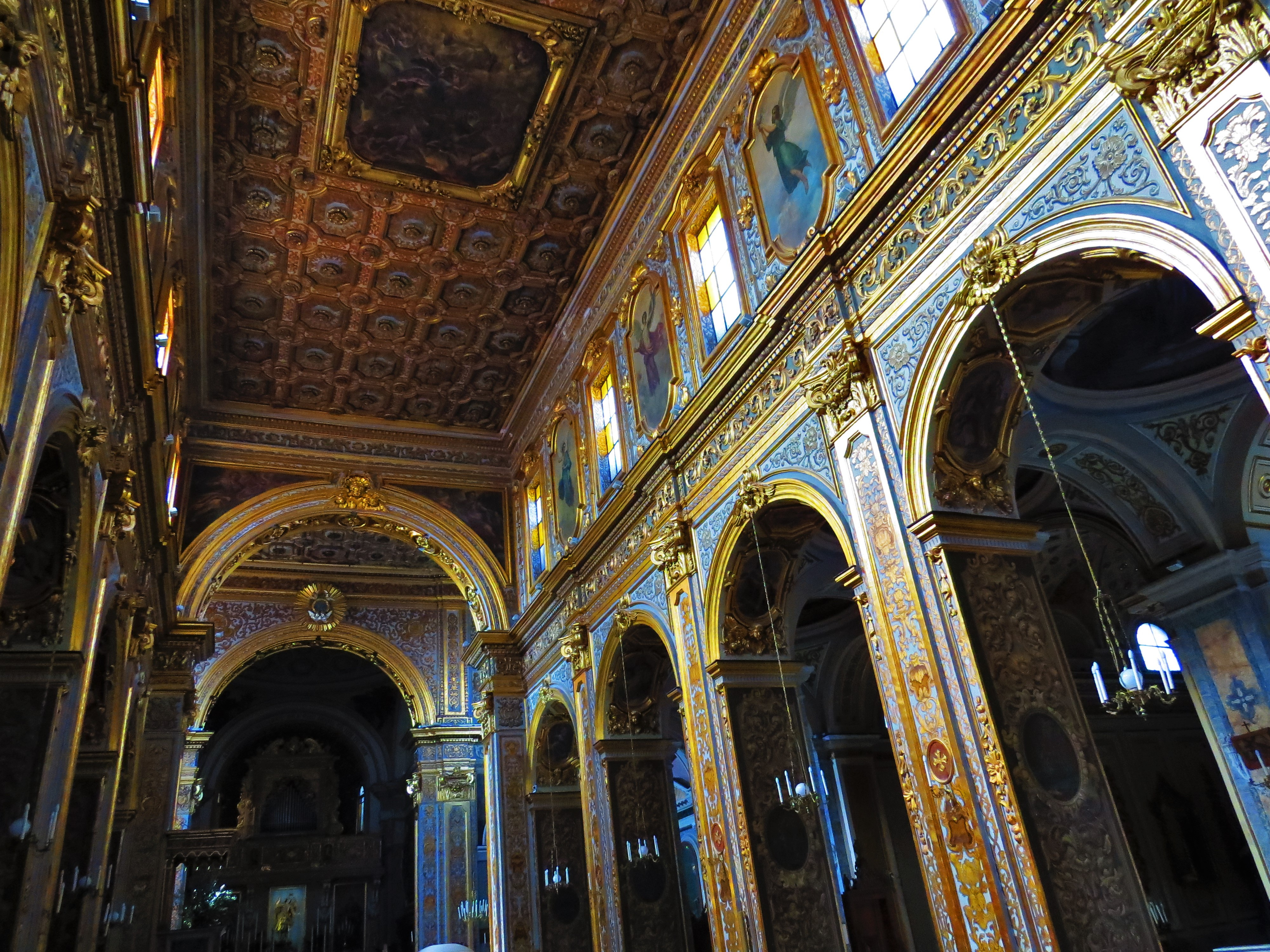
L'interno

L'interno dell'edificio, la cui pianta è a croce latina con transetto e cappelle, è suddiviso in tre navate da pilastri abbelliti da lesene e sorreggenti degli archi a tutto sesto, sopra i quali corre la cornice modanata e aggettante su cui si imposta un registro attico caratterizzato da finestre; al termine dell'aula si sviluppa il presbiterio, rialzato di alcuni gradini, coperto dalla cupola e chiuso dalla parete di fondo piatta.
Qui sono conservate varie opere di pregio, tra le quali la pala con soggetto l'Ultima cena, eseguita da mano ignota nel Settecento, l'affresco raffigurante la Vergine con il Bambino, risalente al XV secolo, la tela ritraente la cacciata di Lucifero dal Paradiso da parte di san Michele Arcangelo, realizzata prima del 1665 da Raimondo de Dominicis, e diversi altri dipinti.